# Ninkó
Ninkó (japonsky 仁孝天皇, Ninkó tennó) (16. března 1800 – 21. února 1846) byl 120. japonským císařem. Vládl od roku 1817 do roku 1846. Jeho osobní jméno bylo Ajahito-šinnó (恵仁親王, Ajahito-šinnó).
Ninkó byl čtvrtým synem císaře Kókaku, který měl celkem 8 synů a 10 dcer, 16 z nich od různých (celkem 7) konkubín. Korunním princem byl jmenován v roce 1809. Vládl od 16. října 1817 do 21. února 1846

## Éry za vlády císaře Ninkó
- Bunka (文化) (1804–1818)
- Bunsei (文政) (1818–1830)
- Tempó (天保) (1830–1844)
- Kóka (弘化) (1844–1848)